# IC 3418
IC 3418 — галактика типу IBm (змішана іррегулярна витягнута галактика) у сузір'ї Діва.
Цей об'єкт міститься в оригінальній редакції індексного каталогу.